# Salvatore Bettiol
Salvatore Bettiol (Volpago del Montello, 28 novembre 1961) è un ex maratoneta italiano, bronzo in Coppa del mondo di maratona nel 1987 a Seul.
Vanta quattro titoli di campione nazionale.

## Biografia
Iniziò a dedicarsi alla corsa di mezzofondo in giovanissima età, praticando allo stesso tempo il calcio. Ma scelse subito l'atletica leggera ed iniziò a praticarla in modo serio sotto la guida di Aldo Masi e poi di Tarcisio Lorenzin. La sua prima apparizione a livello internazionale avvenne al campionato mondiale giovani di corsa campestre a Parigi. Nel 1983 passò sotto la guida di Giuseppe Mattiello e dopo due anni entrò nel novero degli atleti di interesse nazionale sotto la guida di Giampaolo Lenzi, allenatore federale del settore maratona.
Giunsero grandi risultati quali la vittoria in due edizioni consecutive della maratona di Venezia (1986 e 1987), un terzo posto alla maratona di Seul del 1987, il secondo posto alla maratona di New York nel 1988, il primo posto al Giro podistico internazionale di Castelbuono nel 1989 ed il secondo posto alla maratona di Londra del 1990.
Nel 1991 si trasferì alla società Paf a Verona dove divenne compagno di atleti di grande valore come Gelindo Bordin e Francesco Panetta e con essi ottenne eccellenti risultati a Giochi olimpici, Campionati mondiali e Campionati europei.

## Palmarès
| Anno | Manifestazione              | Sede       | Evento      | Risultato | Prestazione | Note  |
| ---- | --------------------------- | ---------- | ----------- | --------- | ----------- | ----- |
| 1987 | Mondiali                    | Roma       | Maratona    | 13º       | 2h:17:45    |       |
| 1987 | Coppa del mondo di maratona | Seul       | Individuale | Bronzo    | 2h:11:28    | [ 1 ] |
| 1987 | Coppa del mondo di maratona | Seul       | A squadre   | Oro       | 6h:36:38    |       |
| 1990 | Europei                     | Spalato    | Maratona    | 4°        | 2h:17:45    |       |
| 1991 | Mondiali                    | Tokyo      | Maratona    | 6°        | 2h:15:58    |       |
| 1992 | Giochi olimpici             | Barcellona | Maratona    | 5°        | 2h:14:15    |       |
| 1993 | Mondiali                    | Stoccarda  | Maratona    | dnf       | dnf         |       |
| 1996 | Giochi olimpici             | Atlanta    | Maratona    | 20°       | 2h:17:27    |       |

## Campionati nazionali
- ai Campionati italiani assoluti di atletica leggera, Mezza maratona (1986 e 1988)[2]
- ai Campionati italiani assoluti di atletica leggera, Maratona (1988 e 1991)[2]

1983
- 4º ai campionati italiani di maratonina, 30 km - 1h37'17"
- 16º ai campionati italiani di corsa campestre

1984
- 4º ai campionati italiani di maratonina, 30 km - 1h42'13"

1985
- 19º ai campionati italiani assoluti, 10000 m - 30'20"44
- 42º ai campionati italiani di corsa campestre

1986
- Oro ai campionati italiani di maratonina - 1h04'20"
- 6º ai campionati italiani assoluti, 10000 m - 29'09"85
- 4º ai campionati italiani di corsa campestre

1987
- Oro ai campionati italiani di maratona - 2h10'01"
- 7º ai campionati italiani di corsa campestre

1988
- Oro ai campionati italiani di maratonina - 1h02'59"
- 5º ai campionati italiani di corsa campestre

1991
- Oro ai campionati italiani di maratona - 2h19'48"

1992
- 10º ai campionati italiani di corsa campestre - 34'21"

1994
- 8º ai campionati italiani di corsa campestre - 37'11"

1995
- 4º ai campionati italiani di corsa campestre - 38'19"

1998
- 17º ai campionati italiani di maratonina - 1h05'53"

## Altre competizioni internazionali
1983
- 7° al Cross Trofeo delle Regioni ( Gubbio) - 25'23"

1984
- 5° alla Milano Marathon ( Milano) - 2h17'16"
- 6° alla Roma-Ostia ( Roma), 27,5 km - 1h25'44"
- 10° alla Stramilano ( Milano) - 1h04'58"
- 10° alla Corrida di San Geminiano ( Modena), 13,1 km - 39'20"
- 27° alla Cinque Mulini ( San Vittore Olona)
- 7° al Cross delle Pradelle ( Lozzo di Cadore) - 26'44"
- Oro al Cross della Vittoria ( Vittorio Veneto)

1985
- Argento alla Maratona d'Italia ( Carpi) - 2h14'18"
- 7° al GP Villa Lucci ( Leonessa), 17,9 km - 54'55"
- 6° al Campaccio ( San Giorgio su Legnano) - 37'44"
- 4° al Cross delle Pradelle ( Lozzo di Cadore)

1986
- 6º alla Maratona di New York ( New York) - 2h13'27"
- Oro alla Maratona di Venezia ( Venezia) - 2h18'44"
- 4° alla Stramilano ( Milano) - 1h03'01"
- 6° alla Corrida di San Geminiano ( Modena), 13,1 km - 39'49"
- 6° alla Corsa di Santo Stefano ( Bologna), 5 miglia - 24'10"
- Oro alla Gonnesa Corre ( Gonnesa), 7 km
- 4° al Cross dell'Altopiano ( Clusone) - 28'45"

1987
- Oro alla Maratona di Venezia ( Venezia) - 2h10'01"
- Argento al Miglianico Tour ( Miglianico), 18 km - 53'06"
- Argento alla Corrida di San Geminiano ( Modena), 13,1 km - 38'53"
- Argento al Giro podistico internazionale di Castelbuono ( Castelbuono) - 33'29"
- Argento alla Montefortiana Turà ( Monteforte d'Alpone)
- Oro al Giro dei Due Sassi ( Matera), 9,5 km - 27'52"
- Argento alla Corsa di Santo Stefano ( Bologna), 5 miglia - 23'31"

1988
- Argento alla Maratona di New York ( New York) - 2h11'41"
- 4° alla Maratona di Roma ( Roma) - 2h17'57"
- 4º alla Stramilano ( Milano) - 1h03'20"
- Oro alla Mezza maratona di Mantova ( Mantova) - 1h04'21"
- Argento al Miglianico Tour ( Miglianico), 18 km - 53'36"
- Oro alla Cinque Ville ( Bertinoro), 15 km - 44'12"
- Argento al Giro podistico internazionale di Castelbuono ( Castelbuono) - 33'32"
- Oro al Giro dei Due Sassi ( Matera), 11 km - 32'39"
- 6° a La Matesina ( Bojano), 10,4 km - 30'14"
- Bronzo alla Montefortiana Turà ( Monteforte d'Alpone) - 29'33"
- Argento alla Padova Viva ( Padova Viva) - 35'14"
- Bronzo alla Amatrice-Configno ( Amatrice), 8,4 km - 24'29"
- 8° alla Cinque Mulini ( San Vittore Olona) - 33'32"
- Bronzo al Cross di Alà dei Sardi ( Alà dei Sardi) - 33'20"

1989
- 4º alla Maratona di New York ( New York) - 2h10'08"
- 7º alla Milano Marathon ( Milano) - 2h12'41"
- Oro alla Stracollinare dei Castelli ( Ponte della Priula) - 1h05'04"
- Argento al Trofeo Rione Castelnuovo ( Recanati), 14 km - 40'08"
- Oro alla Vivicittà Reggio Emilia ( Reggio Emilia) - 34'34"
- Oro alla Vivicittà Firenze ( Firenze), 12 km - 35'03"
- Bronzo al Giro di Riccione ( Riccione), 12 km - 35'06"
- Oro al Giro podistico internazionale di Castelbuono ( Castelbuono) - 32'45"
- Oro alla Falmouth Road Race ( Falmouth), 11,265 km - 32'14"
- Argento a La Matesina ( Bojano) - 29'13"
- Bronzo al Trofeo Palafitta ( Ledro) - 31'13"
- 5° al Giro dei Due Sassi ( Matera), 9,3 km - 28'17"
- 6° al Gran Premio Internazionale di Calabria ( Siderno), 9 km - 26'31"

1990
- Argento alla Maratona di Londra ( Londra) - 2h10'40"
- 8° alla Stramilano ( Milano) - 1h02'37"
- Oro al Miglianico Tour ( Miglianico), 18 km - 51'19"
- Oro al Trofeo Lolli ( Zola Predosa), 14,75 km - 45'16"
- Bronzo alla Corrida di San Geminiano ( Modena), 13,1 km - 38'24"
- Oro alla Vivicittà Reggio Emilia ( Reggio Emilia), 12 km - 34'34"
- Oro alla Falmouth Road Race ( Falmouth), 11,265 km - 32'55"
- Argento al Circuito dell'Albana ( Bertinoro), 9 km - 25'11"
- Argento al Carnevale d'Europa ( Cento), 5 miglia - 22'37"
- Argento al Cross dei Campioni ( Cesena) - 29'45"
- Oro a La Ciaspolada ( Fondo)

1991
- 10º alla Maratona di Londra ( Londra) - 2h11'53"
- Argento alla Maratona d'Italia ( Carpi) - 2h11'48"
- Bronzo al Giro podistico internazionale di Castelbuono ( Castelbuono) - 33'19"
- 10° alla Montefortiana Turà ( Monteforte d'Alpone), 10,6 km - 30'19"
- 5° a La Matesina ( Bojano) - 29'45"
- 6° al Gran Premio Undici Ponti di Comacchio ( Comacchio), 9,5 km - 28'45"
- 11° alla Cinque Mulini ( San Vittore Olona) - 31'16"
- 7° al Cross di Alà dei Sardi ( Alà dei Sardi) - 32'05"
- Oro a La Ciaspolada ( Fondo)

1992
- 5° alla Stramilano ( Milano) - 1h02'21"
- Argento alla Mezza maratona di Mantova ( Mantova) - 1h04'10"
- Bronzo al Giro podistico internazionale di Castelbuono ( Castelbuono) - 33'23"
- Argento alla Podistica Spilambertese ( Spilamberto), 11 km - 31'49"
- 10° alla Montefortiana Turà ( Monteforte d'Alpone), 10,6 km - 30'38"
- 6° alla Quartu Corre ( Quartu Sant'Elena) - 29'52"
- 12° a La Matesina ( Bojano) - 30'18"
- Bronzo alla Ponte in Fiore ( Ponte in Valtellina), 9,4 km - 28'28"
- Bronzo al Giro delle Mura ( Feltre), 9,2 km - 28'30"
- 5° alla Notturna di Conegliano ( Conegliano), 9 km - 28'21"
- Bronzo al Carnevale d'Europa ( Cento), 5 miglia - 22'33"
- 5° alla Corsa di Santo Stefano ( Bologna), 5 miglia - 23'47"
- 8° alla Cagliari Corre ( Cagliari), 8 km - 23'55"
- 5° al Cross di Alà dei Sardi ( Alà dei Sardi) - 33'05"
- 12° al Cross del Gigante ( Inverigo) - 31'33"

1993
- 4º alla Maratona di Londra ( Londra) - 2h11'55"
- Argento alla Maratona di Venezia ( Venezia) - 2h11'44"
- 4° alla Roma-Ostia ( Roma) - 1h03'07"
- Oro alla Maratona di Ravenna ( Ravenna) - 1h03'24"
- Bronzo alla Diecimiglia del Garda ( Navazzo), 10 miglia - 48'19"
- Bronzo alla Corrorroli ( Orroli), 12 km - 35'22"
- 6° al Giro podistico internazionale di Castelbuono ( Castelbuono) - 33'49"
- 10° alla Falmouth Road Race ( Falmouth), 11,265 km - 33'15"
- 6° al Cross della Vallagarina ( Villa Lagarina) - 28'58"
- 5° al Cross del Gigante ( Inverigo) - 30'02"

1994
- 4º alla Maratona di Londra ( Londra) - 2h09'40"
- 9° alla Maratona di New York ( New York) - 2h13'44"
- Argento al Giro al Sas ( Trento), 12 km - 36'02"
- 7° al Giro podistico internazionale di Castelbuono ( Castelbuono) - 33'38"
- 6° al Miglianico Tour ( Miglianico), 10,5 km - 32'04"
- 10° al Giro Media Blenio ( Dongio) - 29'26"
- 7º alla Cinque Mulini ( San Vittore Olona) - 33'22"
- 4° al Cross del Gigante ( Inverigo) - 32'43"

1995
- 6º alla Maratona di Rotterdam ( Rotterdam) - 2h11'40"
- 5° alla Stramilano ( Milano) - 1h02'44"
- 7° al Giro podistico internazionale di Castelbuono ( Castelbuono) - 33'40"
- 20° alla Falmouth Road Race ( Falmouth), 11,265 km - 33'41"
- 5° alla Montefortiana Turà ( Monteforte d'Alpone), 10,6 km - 31'01"
- 8° al Miglianico Tour ( Miglianico), 10,5 km - 31'43"
- 17° alla BOclassic ( Bolzano) - 29'51"
- 7° al Giro Città di Arco ( Arco) - 29'18"
- 12° alla Cinque Mulini ( San Vittore Olona) - 35'19"

1996
- 21º alla Maratona di Boston ( Boston) - 2h15'05"
- Bronzo alla Mezza maratona di Ravenna ( Ravenna) - 1h03'29"
- 14° alla Selinunte Run ( Trapani), 16,3 km - 48'10"
- Oro alla Cinquevilla ( Bertinoro), 13 km - 39'49"
- 9° al Memorial Tommaso Assi ( Trani), 12 km - 37'22"
- 4° alla Montefortiana Turà ( Monteforte d'Alpone), 10,6 km - 30'35"
- 11° al Memorial Peppe Greco ( Scicli) - 30'09"
- 8° al Cross del Gigante ( Inverigo) - 31'31"
- 7° al Cross Paulilatino ( Oristano) - 22'52"

1997
- 10º alla Maratona di Parigi ( Parigi) - 2h13'52"
- 4º alla Maratona di Venezia ( Venezia) - 2h14'18"
- 6° alla Mezza maratona di Parigi ( Parigi) - 1h02'54"
- 9° alla Glen Dimplex Cross Border Challenge ( Newry), 10 miglia - 48'18"
- 12° al Giro podistico internazionale di Castelbuono ( Castelbuono) - 34'09"
- 21° alla Falmouth Road Race ( Falmouth), 11,265 km - 33'59"
- 11° al Miglianico Tour ( Miglianico), 10,5 km - 32'16"

1998
- 4° alla Mezza maratona di Haarlem ( Haarlem) - 1h04'04"
- 11° alla Glen Dimplex Cross Border Challenge ( Newry), 10 miglia - 47'43"
- 14° al Miglianico Tour ( Miglianico), 10,5 km - 33'01"
- 26° alla BOclassic ( Bolzano) - 30'36"

1999
- 7º alla Maratona di Venezia ( Venezia) - 2h12'38"
- Oro alla Engadiner Sommerlauf ( Bever), 29,5 km - 1h32'14"
- 21° alla BOclassic ( Bolzano) - 29'54"
- Bronzo al Cross la Baita ( Val d'Intelvi) - 29'57"

2000
- 6º alla Maratona di Istanbul ( Istanbul) - 2h21'38"
- Argento alla Mezza maratona di Brugnera ( Brugnera) - 1h03'43"
- 8° alla Griefenseelauf ( Uster) - 1h04'54"
- 7º alla Mezza maratona di Palermo ( Palermo) - 1h04'58"
- Oro al Miglianico Tour ( Miglianico), 18 km - 54'04"
- Oro alla Vivicittà Voghera ( Voghera), 12 km - 35'36"

2001
- Oro alla Maratona di Siracusa ( Siracusa) - 2h19'55"
- Argento alla Cortina-Dobbiaco ( Dobbiaco), 31,5 km - 1h47'17"
- Oro alla Rimini-San Marino ( San Marino), 25 km - 1h32'04"
- Oro alla Mezza maratona di Sorrento ( Sorrento) - 1h06'27"
- Bronzo alla Mezza maratona di Napoli ( Napoli) - 1h05'01"

2002
- 39º alla Maratona di Boston ( Boston) - 2h27'20"
- 34º alla Mezza maratona di Lisbona ( Lisbona) - 1h04'14"
- Argento alla Mezza maratona di Sorrento ( Sorrento) - 1h04'15"
- 21º alla BOclassic ( Bolzano) - 30'29"

2003
- 14º alla Maratona di Boston ( Boston) - 2h22'06"
- 4º alla Mezza maratona di Sorrento ( Sorrento) - 1h04'05"
- Oro alla Mezza maratona di Verona ( Verona) - 1h07'42"
- 20º alla Crim Festival of Races ( Flint), 10 miglia - 49'48"
- 8° al Giro Podistico Città di Pordenone ( Pordenone), 8,3 km - 25'53"

2004
- 14º alla Maratona di Boston ( Boston) - 2h26'05"
- 21° alla Maratona di Roma ( Roma) - 2h29'06"
- 14° al Giro Podistico Città di Pordenone ( Pordenone), 8,75 km - 26'35"

2005
- Oro alla Mezza maratona di Trieste ( Trieste) - 1h08'33"

2006
- 67° alla Maratona di New York ( New York) - 2h32'37"
- 13° alla Mezza maratona di Cremona ( Cremona) - 1h10'00"
- 11° alla Strariccione ( Riccione), 12 km - 39'27"